# David Payne (pintor)
David Payne (1843 - 1894) va ser un pintor de paisatges escocès.

## Biografia

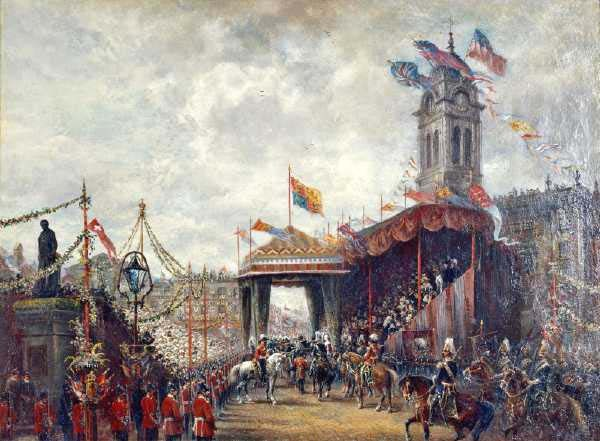
Visita de la Reina Victòria a Derby, obra de Payne

Payne va néixer a Annan, a l'antic comtat de Dumfriesshire fill d'un maçó. Es va educar a l'Acadèmia Annan (juntament amb el seu company l'artista William Ewart Lockhart). Al principi es guanyava la vida com a pintor de cases abans d'esdevenir un artista. Payne es va traslladar a Derby el 1869 i va viure a diversos llocs del comtat de Derbyshire en la dècada de 1880.
Payne es va convertir en un pintor de paisatges rurals i de trompe l'oeil. Durant la seva carrera va realitzar exposicions a la Royal Birmingham Society of Artists, al Museu de Nottingham i va ser membre de la Royal Scottish Academy (RSA). És considerat com un dels millors artistes del segle xix a Birmingham. El 1891, la reina Victòria va visitar Derby per posar la primera pedra del Derbyshire Royal Hospital i ordenar cavaller Sir Alfred Haslam. L'escena a la plaça del mercat amb centenars de persones, soldats, cavalls i banderins va ser capturada per Payne. Aquesta pintura es troba actualment al Museu de Derby, tot i que la seva ciutat natal també conserva obres seves. Payne es va casar i va tenir 14 fills. Va morir a Sheffield el 1894.